# Francesc Mulet
|  | Pel canonge de la seu de Manresa, vegeu Francesc Mulet (canonge) |

Francesc Mulet (Sant Mateu, Baix Maestrat, 1624 – València, 1675) va ser un escriptor satíric valencià.
Frare dominicà i predicador, ocupa un càrrec important dins de l'orde al qual accedí el 1642. Dotat d'un agut enginy, va conrear la poesia satírica de tema escatològic i barroer. Representa, respecte de la literatura catalana al País Valencià, l'equivalent del Rector de Vallfogona per a Catalunya. També va rebre el sobrenom del «Quevedo valencià». Va estudiar en la Universitat d'Oriola i després va ser catedràtic de la Universitat de València. La seua fama va perdurar en la memòria de la gent fins ben entrat el segle xix.
L'any 1870, Constantí Llombart va intentar la recuperació de l'obra de Mulet, basant-se en manuscrits molt corruptes i de poc crèdit, i edità un volum amb el títol Obres festives compostes segons antiga, general i molt raonable tradició, del pare Francesc Mulet, frare profés dominic. És autor del famós Tractat del pet, i se li han atribuït almenys dues comèdies satiricoeròtiques: Los amors de Melisendra i La infanta Tellina i el rei Matarot.

## Biografia
Sempre seguint l'estudi biogràfic de Constantí Llombart, Francesc Mulet va nàixer l'any 1624 a Sant Mateu del Maestrat, fill de Blai Mulet i Monserrada Querol. Inicialment lliurat a les faenes del camp, es conta que de jove va rebre una revelació que va ajudar-lo a inclinar-se als estudis: 
| « | Segons conta la tradició, passant un dia per cert punt ahon hi habia un pou ab son brocal de pedra, y fixanse en que la constant roçadura de la corda habia, poch a poch, obert una fonda cavitat sobre la dura vora d'aquell, esclamá, posehit d'un arranch d'entusiasme: —"Si aquesta fluixa corda d'espart ha pogut penetrar adintre la dura pedra, també jo, per dur qu'el tinga, he de fer-me entrar en lo meu cap l'estudi!" | » |

Estudià al Seminari d'Oriola i rebé l'hàbit de Sant Doménec el 1641. Seguint de nou a Llombart, sabem que obtingué la càtedra d'«arts de vesprés» l'any 1651 i cinc anys més tard, el 1656, la càtedra de metafísica moral a la Universitat de València. Marxà després a Roma, on segons la tradició pronuncià el seu famós discurs davant el Papa (possiblement Alexandre VII, si ens atenim a la cronologia), i tornà a València, on està documentada la seua presència l'any 1667, en un document en què consta un dels pagaments que se li fan com a catedràtic de moral a la Universitat de València.
Sobre el lloc o circumstàncies de la seua mort, Constantí Llombart afirma que Mulet morí a València l'any 1675.

## Imatge popular: el «bou solt»
Al Pare Mulet, segons la tradició, sempre li ha correspost una imatge de capellà brètol i desvergonyit, propens a les bromes escatològiques i a les contestacions enginyoses. L'exemple més famós és la història que Llombart arreplega sobre el suposat viatge a Roma del dominic i sobre el seu encontre amb el Papa d'aquell moment: 
| « | Conten que allí, sens que nosaltres pogám garantir l'autenticitat del fet, habent aplegat en lo solemne dia de la Santisima Trinitat, lo Papa, que já dehia tenir coneixement del celebrat ingeni del P. Mulet, li demaná que s'encarregara de predicarne lo sermó d'aquella festivitat, y no encontrant per de pronte manera de deseixirsen, sense tenir, com qui diu, ni sixquera lo temps necesari per llevarse de damunt la pols del camí, putja dalt la trona, y predicá improvisadament aquell tan famós sermó que començant per les sacrílegues paraules: —"Maldito sea el Padre, maldito sea el Hijo, maldito sea el Espíritu Santo!..." — y que, deixant per un moment aterrat y confús á lo respetable auditori, sabé continuarlo tan ingeniosa com satisfactòriament pera tots, afetjine en seguida: —"Dicen los condenados en el infierno!" Restá tan sorprés y tan sumament complagut lo Sant Pare de la agudea del P. Mulet, que volentli fer alguna gracia, li preguntá després del sermó, que qué era lo que desitjaba. Llavors lo reverendo dominico, dihuen que li vá respondrer, que únicament desitjaba ser bou solt. Estrany priviletji que li donaba facultats pera fer tot alló que millor li pareguera, y que, segons es fama, li fon otorgat per lo Papa. | » |

Les anècdotes sobre el caràcter barroer i entremaliat del pare Mulet són nombroses, i tingueren gran difusió a la València dels segles xviii i xix. En el periódic El Mole, editat per Josep Maria Bonilla, trobem aquest exemple: 
| « | Aquell pare Mulet era un home molt particular, d'eixos que n'entren tres en lliura; i a lo millor tenia unes ocurrensies molt chistoses. Un dia ixqué del convent a les sinc del matí en lo llec que l'acompanyaba, i encara no pasaba un ánima per lo carrer, y aquell ent singular, tot un pare mestre chubilat, escomensá a cridar: "¡A la leche; a la llet; leche de cabra!" El llec se quedá fet un pavís mirant-se-lo, com qui veu fantasmes, i li digué: "Pare mestre, ¿qué es lo que fa Sa Paternitat? ¿S'ha tornat loco?" "Calla, moñicot (li contesta el pare Mulet) ¿qui s'ha de pensar que á estes hores ha d'anar el pare Mulet cridant per lo carrer "¡A la leche; a la llet?". I habent dit això, comensá atra volta a cridar més fort: "¡A la leche; a la llet; leche de cabra!" | » |

Resulta interessant destacar com el mateix Constantí Llombart, gran vindicador històric de la figura del religiós, va traure a la llum un setmanari amb el nom de El Pare Mulet, l'any 1877. El setmanari, de caràcter liberal i humorístic, resultà prohibit per portar una làmina amb una caricatura del rei Alfons XII i, tanmateix, fou substituït, el mateix any 1877, pel setmanari El bou sòlt, també dirigit per Llombart. En ambdues publicacions es divulgaren moltes històries, no sabem si reals o apòcrifes, al voltant del Pare Mulet, i el mateix dominic hi apareixia sovint com un personatge més, llançant-hi predicacions fictícies o responent als lectors.

## ElTractat del pet
El Tractat del pet, l'obra més famosa atribuïda al pare Mulet, consta d'una sèrie de 60 estrofes amb l'esquema mètric de la dècima. S'estructura com una paròdia d'un estudi científic, i de fet, igual que qualsevol tractat seriós, segueix una compartimentació de continguts molt rígida: 
1. Estrofes 1 a 6: Introducció general al tema i notes preliminars. Definició de l'objecte d'estudi i breu «estat de la qüestió» on Mulet lamenta, irònicament, que un tema tan important com el de les ventositats no haja estat tractat per cap gran savi com Salomó.
2. Estrofes 7 a 22: Es tracta de la part més «científica» del tractat. L'autor tracta de definir el concepte de pet, i amb tal objectiu empra expressions comunes en les discussions filosòfiques, científiques o escolàstiques de l'època (probatur, ergo, ítem, ítem más, probatur més…). Després de la definició i de la demostració d'aquesta punt per punt, Mulet afirma que el pet és «calent i humit» i demostra amb una sèrie de proves que no és un ens de raó.
3. Estrofes 23 a 36: El Tractat entra en la discussió de si les ventositats són roïnes o bones, amb major concentració d'arguments en la segona opinió, ja que els pets —es diu— alleugen el budell i eviten problemes de salut molt diversos. De l'estrofa 31 a la 36 es parla sobre els efectes dels pets, tot redundant en els de caràcter positiu.
4. Estrofes 37 a 49: En aquesta part l'autor parla de les diferències entre els pets segons qui en siga l'«autor». Sent així, es parla de com es tiren els pets els animals de granja (estrofa 38), els domèstics (39), les criatures de bolquers (40), els xiquets (41), els fadrins (42), els casats (43), els religiosos (44), els llauradors i jornalers (45), els poderosos (46), els malalts (47), els soldats (48) i entre d'altres, els fora de la llei (49).
5. Estrofes 50 a 57: Caracterització i tipologia de la ventositat segons la grandària i disposició del forat per on ix.
6. Estrofes 58 a 60: Conclusió i remat. Defensa final del pet.

Citant de nou a Llombart, notem que ací i allà esguiten l'obra alguns tics que podrien fer-nos pensar en l'autoria d'una persona nascuda al nord del País Valencià i en concret a la comarca del Maestrat, d'on segons sembla era natural Francesc Mulet; així per exemple, notem l'ús del castellanisme «detràs» («puix lo rotar per detràs», estrofa 34), una utilització encara molt viva de l'article arcaic lo («y no colar bé los vents», estrofa 55) i un clar betacisme que porta a confusions freqüents («uns pets ven valents», estrofa 56).

## Obres
- Lo torn de Sant Christófol
- Tractat del pet
- La candileta
- Los amors de Gaiferos i Melisendra
- La infanta Tellina i el Rey Matarot
- Inventario o desapropio que el colegial Mulet hizo en Orihuela
- Décimas de una monja al Padre Mulet
- Respuesta del Padre Mulet a la monja
- Respuesta de la monja al Padre Mulet